# Yoshiaki Maruyama
Yoshiaki Maruyama (丸山 良明?, Maruyama Yoshiaki; Tokyo, 12 ottobre 1974) è un ex calciatore giapponese, di ruolo difensore.